# Aeroportul Donegal
Aeroportul Donegal (IATA: CFN, ICAO: EIDL) este un aeroport din Templecrone⁠(d), Boylagh⁠(d), Comitatul Donegal, Ulster, Irlanda, Irlanda ce deservește zona Comitatul Donegal. Aeroportul a fost tranzitat în 2021 de 14.603 pasageri. A fost deschis în 1986.
Situat la o altitudine de 9 m, aeroportul dispune de 1 pistă.

## Infrastructură

### Piste
Aeroportul dispune de o singură pistă. Pista 03/21 are suprafața de asfalt și dimensiunile 1.496 m × 28 m. 